# Dusona cariniscutis
Dusona cariniscutis är en stekelart som först beskrevs av Cameron 1903.  Dusona cariniscutis ingår i släktet Dusona och familjen brokparasitsteklar. Inga underarter finns listade i Catalogue of Life.